# Theodor Inama von Sternegg
Karl Theodor Ferdinand Michael Inama von Sternegg, född 20 januari 1843 i Augsburg, död 28 november 1908 i Innsbruck, var en tysk-österrikisk nationalekonom, statistiker och politiker.
Inama-Sternegg studerade vid Münchens universitet, där han 1865 promoverades till filosofie doktor för avhandlingen  Die wirtschaftlichen Folgen des Dreißigjährigen Krieges (publicerad i "Historisches Taschenbuch", 1864) och 1867 uppnådde docentkompetens. År 1868 blev han extra ordinarie och 1871 ordinarie professor i nationalekonomi vid Innsbrucks universitet. Han utnämndes 1880 till professor i statsvetenskap vid universitetet i Prag och blev 1881 direktör för administrativa statistiska byrån i Wien samt hedersprofessor vid universitetet där, 1884 president för den statistiska centralkommissionen, 1891 livstidsledamot av Österrikes första kammare (das Herrenhaus) och 1899 president i International Statistical Institute.
Som ledare för Statistiska centralkommissionen reformerade han på kort tid nästan alla grenar av den offentliga österrikiska statistiken och omdanade den i enlighet med såväl vetenskapens som det dåtida praktiska livets krav; dock blev hans stora centralisationsplan endast delvis genomförd. Med framgång ledde han folkräkningarna 1890 och 1900 och lät redan 1890 utföra bearbetandet av materialet medelst en elektrisk räknemaskin; likaledes ledde han den stora industriräkningen 1902. 
På hans initiativ genomfördes den rent av klassiska lönestatistiska undersökningen inom jordbruket 1895 samt den omfattande jordegendomsstatistiken. Till hans förtjänster hör också utgivandet av "Die österreichische Statistik" och andra statistiska publikationer, som utgör rikets viktigaste. Vid Wiens universitet föreläste och undervisade han i statistik och förvaltning.
Inama-Sternegg tillhörde som politiker inte något särskilt parti, men han präglades av en agrart inriktad konservatism, samtidigt som han intog en reformvänlig hållning i såväl rent politiskt som socialpolitiskt avseende. Inom nationalekonomin var han avgjord anhängare av den historiska skolan.
Från 1892 var Inama-Sternegg medredaktör för "Zeitschrift für Volkswirtschaft, Sozialpolitik und Verwaltung", och han bedrev en synnerligen produktiv verksamhet som författare inom det allmänt nationalekonomiska och socialpolitiska, det statistiska och det ekonomiskt historiska området. Till det sistnämnda hör hans förnämsta arbete, Deutsche Wirtschaftsgeschichte (tre band, 1879-1901), det första verk, vilket gav en klar och åskådlig översikt över det tyska ekonomiska livets utveckling under medeltiden. Bland hans senare arbeten märks Staatswissenschaftliche Abhandlungen (två band, 1902-1908).